# Alexandre Koutchine
Pour les articles homonymes, voir Koutchine.
Alexandre Stepanovitch Koutchine (en russe : Александр Степанович Кучин), né en septembre 1888 à Onega et mort vers 1913 en mer de Kara, est un océanographe et explorateur russe.

## Biographie
Il est l'élève de l'océanographe Bjørn Helland-Hansen.
En 1910–1911, il participe à l'expédition Amundsen et devient alors le premier Russe à poser le pied en Antarctique (Fabian Gottlieb von Bellingshausen et Mikhaïl Lazarev avaient découvert le continent en 1820 mais n'avaient jamais accosté). Alors que l'expédition d'Amundsen se rendait vers le pôle Sud, Koutchine resta à bord du navire et réalisa une étude océanographique de l'océan Austral. Il rentra en Norvège avec un autre navire depuis Buenos Aires pour rapporter les informations océanographiques à Helland-Hansen.
En 1912, il participe à une expédition au Svalbard comme capitaine du Gerkules avec Vladimir Roussanov. Il périt ensuite lors d'une tentative pour franchir le passage du Nord-Est.

## Postérité
Deux petits îlots au large de l'île Salisbury dans l'archipel François-Joseph ont été nommées d'après Koutchine.